# Усі в родині
«Усі в родині» (англ. All in the Family) — американський серіал ситком, який спочатку транслювався у телевізійній мережі CBS протягом дев'яти сезонів, з 1971 по 1979 рік. Потім з'явилось продовжено спін-офф серіалом Archie Bunker's Place, який тривав ще чотири сезони до 1983 року.
Заснований на британському комедійному фільмі «До смерті ми зробимо частину» (Till Death Us Do Part) «Усі в родині» продюсували Норман Лір та Бад Йоркін . У ньому знялися Керролл О'Коннор, Жан Стейплтон, Саллі Стретерс і Роб Рейнер. Шоу демонструє життя родини робітника. Уперше були порушені проблеми, які раніше не піднімалися в американській телевізійній комедії: расизму, антисемітизму, невірності, гомосексуальності, руху за визволення жінок, зґвалтування, релігійних, викиднів, абортів, раку молочної залози, війни у В'єтнамі, менопаузи та імпотенції. Завдяки зображенню цих суперечливих питань серіал, можливо, став однією з найуспішніших комедійних програм телебачення.
Усі в родині часто розглядаються в США як один з найбільших телевізійних серіалів в історії. Після проваленого першого сезону шоу незабаром стало найпопулярнішим у США, а потім зайняло перше місце в щорічних рейтингах Нільсена з 1971 по 1976 рік
Він став першим телевізійним серіалом, який перебував на вершині рейтингу протягом п'яти років поспіль. Епізод «Візит Семмі» зайняв 13-те місце в рейтингу «100 найкращих епізодів усіх часів». Серіал посідає четверте місце в списку «50 найважливіших телешоу всіх часів за версією TV Guide». Браво також назвав головного героя шоу Арчі Бункера найважливішим телевізійним персонажем усіх часів. У 2013 році Гільдія письменників Америки визнала сценарій до «Усі в родині» четвертим найкращим за всю історію.

## Сюжет
Усі в родині — розповідає про робітничу родину, яка живе в американському місті Квінзі у штаті Нью-Йорк . Головний у родині — Арчі Бункер (О'Коннор), відвертий, бездумний чоловік, упереджений до кожного, хто не схожий на нього, чи його уявлень про те, якими повинні бути люди. Його дружина Арчі Едіт (Жан Стейплтон) мила і розуміюча, хоча дещо наївна та неосвічена; її чоловік іноді зневажливо називає її «дінгбатом». У родині одна дитина, Глорія (Саллі Стертерс), добра і добродушна, як її мати, але виявляє сліди впертості та вдачі свого батька. На відміну від них, вона феміністка. Глорія вийшла заміж за аспіранта Майкла Стівіка (Райнера), якого Арчі називав «М'ясоголовим», на цінності якого також впливає і формує контркультура 1960-х років. Ці дві пари представляють реальне зіткнення цінностей між « Найвеличнішим поколінням» та «Бебі-Бумерами». Більшу частину серії Стівіки проживають у будинку Бункерів, щоб економити гроші, даруючи батькам гарну можливість дратувати один одного.
Шоу знімалося в мікрорайоні Асторія міста Квінс. Переважна більшість сцен відбувається в будинку Бункерів на вулиці Хаузер, № 704. Епізодичні сцени трапляються в інших місцях, особливо в пізніші сезони, наприклад, у барі Келсі, сусідній таверні, в якій Арчі проводить багато часу. Зрештою Майкл Стівік купує будинок і вони з дружиною переїжджають.
Другорядні персонажі представляють мінливу демографічну ситуацію в районі, особливо Джефферсони, темношкіра сім'я, які живуть у сусідньому будинку в перші сезони.

## Актори

### Головні дійові особи

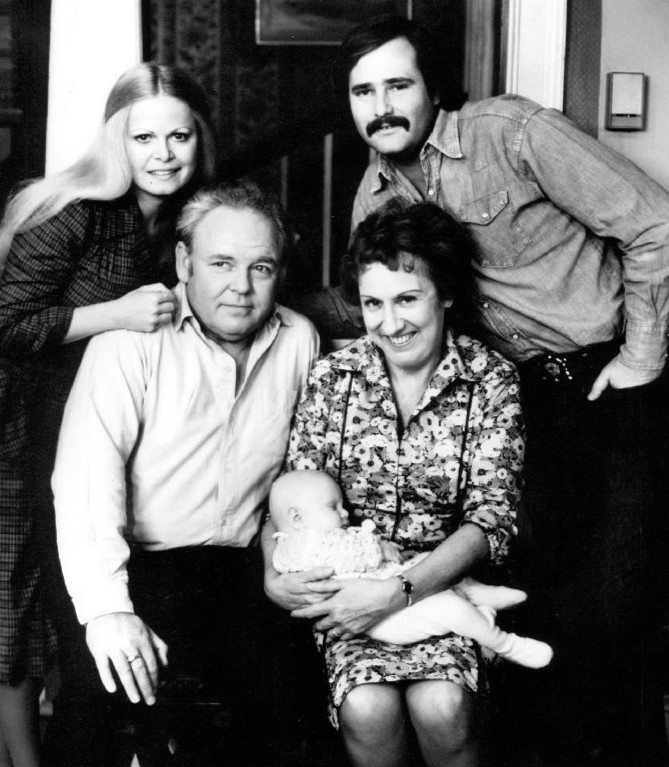
Бункери та Стивіки: стоять — Глорія (Саллі Стертерс) та Майкл (Роб Рейнер); сидять — Арчі (Керролл О'Коннор) та Едіт (Жан Стейплтон) з дитиною Джої

- Керролл О'Коннор у ролі Арчі Бункера: Арчі, якого часто називали «приємним фанатиком», був наполегливо упередженим працівником «синіх комірців». Ветеран Другої світової війни, Арчі прагне кращих часів, коли б його оточували люди, що поділяють його точку зору, про що свідчить ностальгічна пісня на цю тему «Це були дні» (також оригінальна назва шоу). Незважаючи на фанатизм у характері, у фільмі він постає люблячим і порядним, а також людиною, яка просто бореться з адаптацією до постійно мінливого світу, а не людиною, мотивованою ненависним расизмом або упередженнями. Його невігластво і впертість, здається, викликають його неправильне вживання слів. Колишній актор-дитина Міккі Руні був першим вибором Ліра для ролі Арчі, але Руні відхилив пропозицію через незначний, на думку Руні, шанс на успіх.
- Жан Стейплтон у ролі Едіт Бункер, уроджена Бейнс: Едіт — дурнувата, але добросердечна дружина Арчі. Він часто пропонує їй «задушити» себе і називає її напору свого чоловіка і терпить його образи, в рідкісних випадках, коли Едіт виступає з пропозицією, вона виявляє просту, але глибоку мудрість.[10] Незважаючи на різні характери, вони глибоко кохають один одного.[11] Степлтон вирішила залишити це шоу. Під час першого сезону Archie Bunker's Place Едіт знялася тільки в п'яти з перших 14 епізодів. Після цього сценаристи виписали, що Едіт перенесла інсульт і померла поза камерою.
- Саллі Стертерс у ролі Глорії Стівіч, уродженої Бункер: після закінчення коледжу вийшла заміж за Майкла Стівіча. Вона має загалом добру натуру матері, але впертість батька, яка на початку серіалу проявляється як дитячість, а пізніше як більш зрілий фемінізм. Глорія часто намагається бути посередницею між батьком і чоловіком, як правило, переходячи на бік останнього. Ролі дочки та зятя Бункерів (тоді їх називали «Дікі») спочатку дісталися Кендіс Аззара та Чіпу Оліверу. Побачивши пілотний епізод шоу, в ABC запропонуавали другого пілота, висловивши невдоволення обома акторами. Пізніше Лір переробив ролі Глорії та Дікі разом зі Стертерсом та Рейнером. Пенні Маршалл (дружина Рейнера, з якою він одружився в квітні 1971 року, незабаром після початку програми), також розглядалася на роль Глорії. У попередні сезони шоу Струтерс був невдоволений тим, наскільки статична її роль, і в 1974 році подав до суду на вихід з контракту. Але згодом характер змінили.[12] Стретерс знялася в 157-ми із 202 серій протягом перших восьми сезонів — з 12 січня 1971 року по 19 березня 1978 року. Пізніше вона повторила роль у спін-оф-серіалі «Глорія», який тривав один сезон у 1982—1983 роках.
- Роб Райнер, як Майкл Стівіч: польсько-американський хіпі чоловік Глорії є частиною контркультури 1960 — х років. Хоча добродушний і доброзичливий, він постійно сперечається з Арчі, і він однаково впертий, хоча його моральні погляди, як правило, представляються більш етичними, а логіка дещо прийнятнішою. Це найосвіченіша людина в родині. І, незважаючи, на його інтелектуальну віру в прогресивні соціальні цінності, він схильний очікувати, що Глорія надасть йому статус чоловіка. Як обговорювалось у ретроспективах «Усі в родині», Річард Дрейфус шукав роль, але Норман Лір врешті-решт зіграв роль Рейнера. Гаррісон Форд відмовився від ролі, посилаючись на фанатизм Арчі Бункера. Рейнер знявся в 174-х з 202 серій серіалу протягом перших восьми сезонів — з 12 січня 1971 року по 19 березня 1978 року. Райнеру також приписується написання трьох епізодів серіалу.[13]
- Даніель Бризбуа в ролі Стефані Міллс, милої дев'ятирічної дочки двоюрідного брата Едіт Флойда, яка є регулярно з'являлася у фільмі протягом усього дев'ятого сезону. Незважаючи на те, що вона мила і добра, вона ще й розумна. Тому, час від часу робить кілька своїх зауважень на адресу Арчі. Бункери приймають її після того, як її батько залишає доньку в 1978 році (згодом він вимагає у них гроші, щоб дати дозвіл її утримувати). Вона залишилася в шоу, перейшовши на місце Арчі Бункера, і з'явилася у всіх чотирьох сезонах останнього шоу.

### Другорядні персонажі

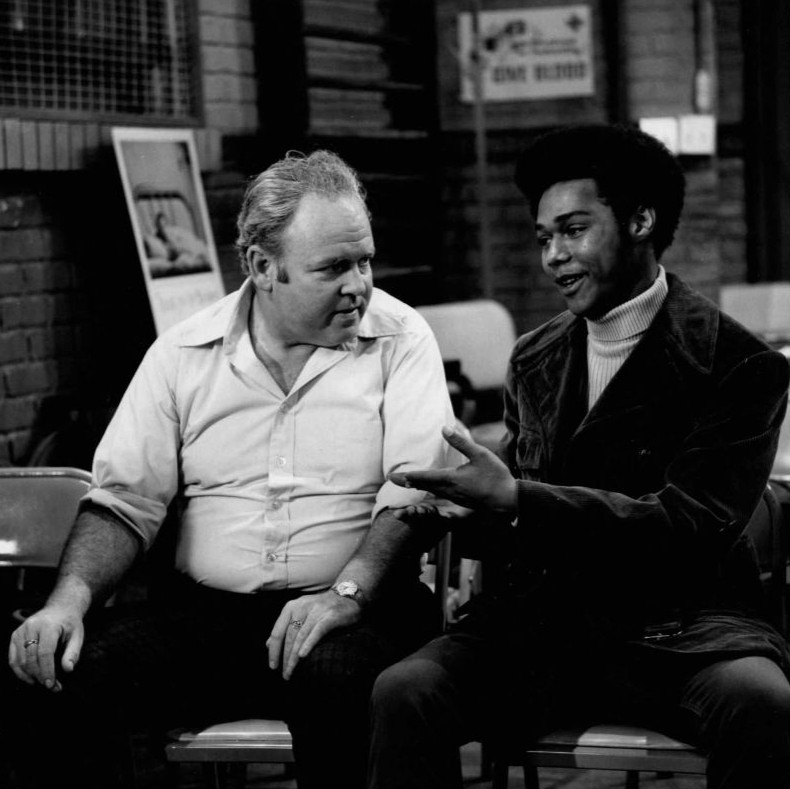
Коли Арчі відвідує місцеву станцію переливання крові, щоб здати кров, він зустрічає свого сусіда Лайонела Джефферсона, який там знаходиться з такою ж метою.

- Шерман Гемслі в ролі Джорджа Джефферсона, Ізабель Санфорд як його дружина Луїза, і Майк Еванс як їх син Лайонел, чорношкірі сусіди Арчі: Джордж — войовничий чорношкірий колега Арчі, тоді як Луїза — розумніша, наполегливіша версія Едіт. Лайонел вперше з'явився у прем'єрному епізоді серіалу «Зустрічайте Бункерів», а Луїза з'явилася пізніше в першому сезоні. Хоча про Джорджа згадували багато разів, його не бачили до 1973 року. Гемслі, якого Норман Лір обрав першим на роль Джорджа, виступав у бродвейському мюзиклі « Перлі» і не хотів залишати це шоу. Лір продовжував чекати його, поки він не звільнився. За сюжетом, Арчі та Джордж постійно суперечать один одному, тоді як Едіт та Луїза намагаються об'єднати зусилля для розв'язання проблеми. Пізніше вони переїхали до помешкання на Манхеттені у власному шоу «Джефферсони».
- Мел Стюарт, як брат Джорджа Генрі Джефферсон: з'явився разом лише одного разу, в епізоді 1973 року, в якому «Бункери» проводять вечірку «Генрі», що від'їжджає. Після того, як Джефферсони започаткували власне шоу в 1975 році, персонажа Стюарта рідко згадували знову і ніколи не бачили. Стюарт насправді грав брата Джорджа, Генрі Джефферсона, який більшу частину епізоду прикидався Джорджем. (Сезон 1–4, 8 серій)
- Беа Артур як двоюрідна сестра Едіт Мод: Мод була ультраліберальною, одна з головних антагоністів Арчі. Вона з'явилася у двох епізодах, «Візит кузена Мода», де вона піклувалася про будинок Бункерів, коли всі четверо хворіли та " Мод " у другому сезоні шоу. Її серіал « Мод» розпочався восени 1972 року. (Сезон 2, 2 серії)
- Бетті Гаррет і Вінсент Гарденія як римо-католицькі сусіди Бункерів Ірен та Френк Лоренцо. Обидва спочатку з'явилися як подружня пара, коли Ірен намагалася скористатися телефоном Бункерів. Під час суперечки на початку епізоду Арчі та Майк порвали телефонний провід. Ірен, маючі власні інструменти, які вона несла в сумочці, з'єднала телефонний кабель. За час перебування на шоу Ірен відремонтувала багато речей у будинку Бункерів. У неї також була сестра, яка була черницею і з'явилася в одному епізоді. «Різдвяна історія Едіт». Арчі влаштував її на роботу навантажувачем на заводі, де він працював. Ірен була вольовою жінкою ірландського походження, а Френк — веселим італійським чоловіком, який любив готувати їжу та співати. Він також був продавцем, але про те, що він продав, ніколи не говорили. Гарденія, який також виступав у ролі Джима Боумена у восьмому епізоді першого сезону (як чоловік, який продав свій будинок Джефферсонам), і в ролі Кертіса Ремплі в епізоді сьомому третього сезону, став напіврегулярним разом з Гарретом у 1973 році. Гарденія пробув лише один сезон у ролі Френка Лоренцо, але Гарретт залишалася регулярно з 4 по 6 сезон (до завершення 1975 року).
- Аллан Мелвін як сусід Арчі і добрий товариш Барні Гефнер. Барні вперше з'явився в 1972 році як повторюваний персонаж. Протягом наступних сезонів він з'являвся все частіше, поки він не став регулярним у всіх чотирьох сезонах «Місце Арчі Бункера». Мелвін також з'явився в епізоді першого сезону «Арчі в замку» як сержант поліцейської дільниці.

## Історія та фільмування

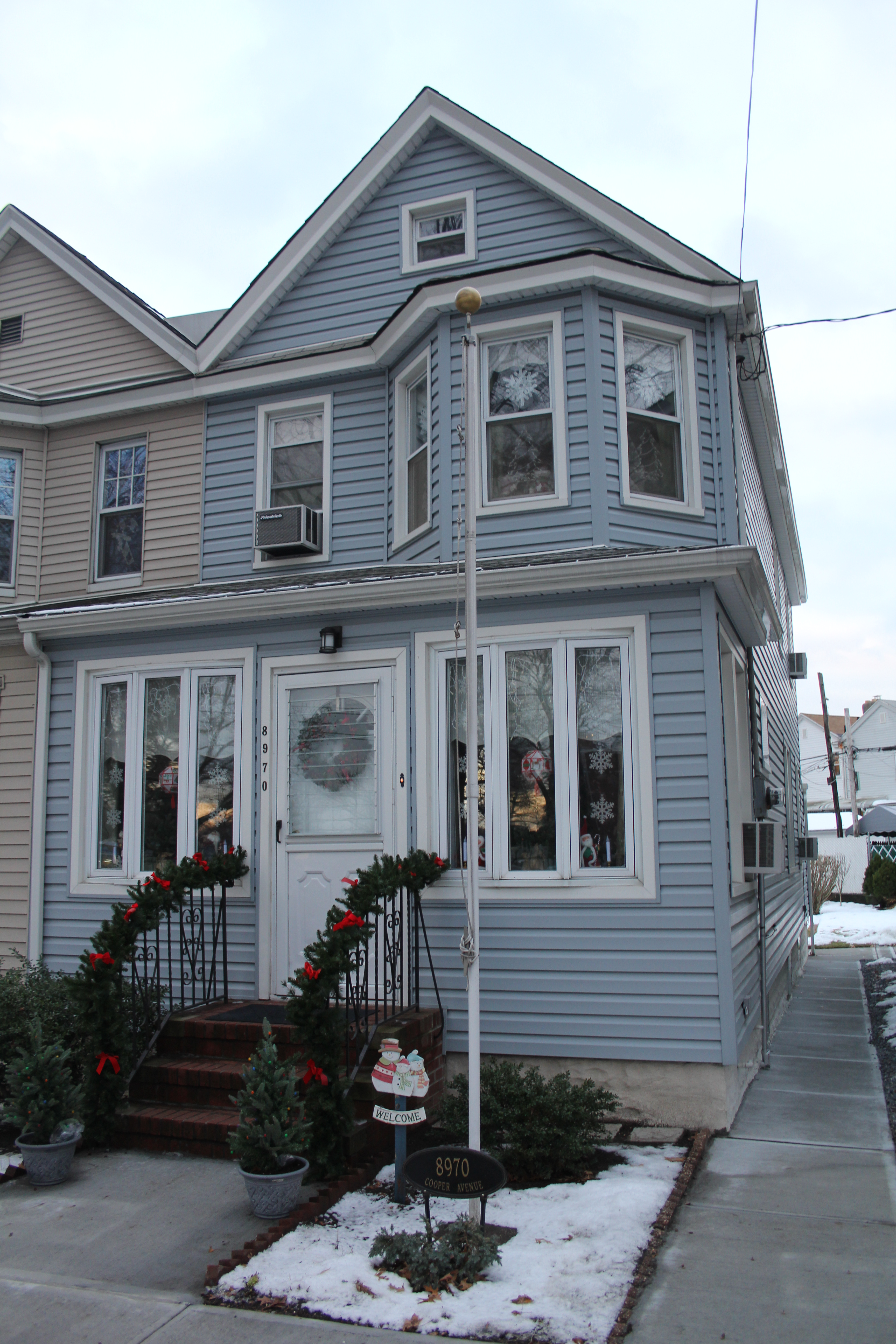
Будинок в якому проживали Бункери

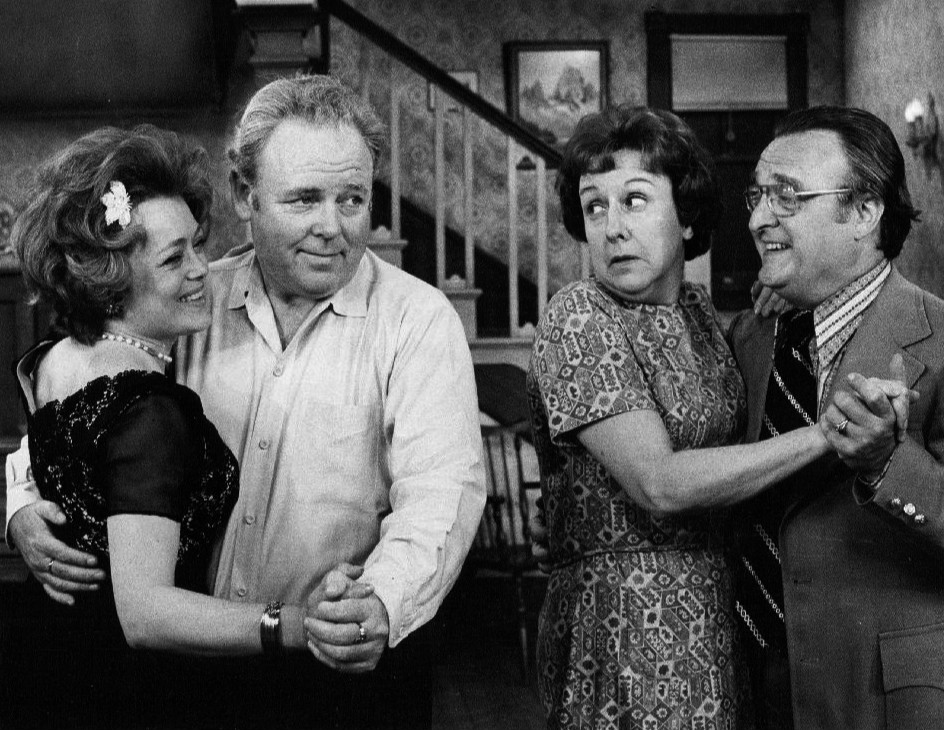
Вінсент Гарденія (до того, як увійшов до регулярного акторського складу у ролі Френка Лоренцо) і Рю Маккланаган зіграли пару свінгерів, яка зустрічається з нічим не підозрюючими Бункерами в епізоді 1972 року. Праворуч: Маккланаган, Керролл О'Коннор, Жан Степлтон та Гарденія.

Шоу з'явилося тоді, коли Норман Лір прочитав статтю в журналі Variety про Till Death Us Do Part та її успіх у Великій Британії. Він одразу зрозумів, що вони відображають стосунки, подібні до стосунків між батьком та ним самим.
Лір придбав права на шоу та включив у шоу власний сімейний досвід зі своїм батьком.
Оригінальний пілот отримав назву «Справедливість для всіх» і був розроблений для ABC. Том Бослі, Джек Ворден і Джекі Глісон змагалися за роль Арчі Бункера. Насправді CBS хотіла викупити права на оригінальне шоу та змінити його спеціально для Глісона, котрий уклав із ними контракт, але продюсер Лір перекупив права і запропонував шоу ABC. Міккі Руні запропонували роль, але він відмовився від неї, оскільки він відчував, що персонаж «неамериканський».
У пілоті Керролл О'Коннор і Джин Стейплтон зіграли Арчі та Едіт Юстіс. Келлі Джин Пітерс зіграла Глорію, а Тім Макінтірі — її чоловіка Річарда. Він був записаний у жовтні 1968 року в Нью-Йорку. Після екранізації першого пілота ABC дав продюсерам більше грошей, щоб зняти другий «пілот» «Такими були дні» який Лір написав у лютому 1969 року в Голлівуді . Кендіс Аззара зіграла Глорію, а Чіп Олівер — Річарда. Д'Арвіль Мартін зіграв Ліонеля Джефферсона в обох пілотах.
Після незадоволення глядачів, ABC скасував демонстрацію серіала лише після одного епізоду в лютому 1969 року приблизно, коли Річард Дрейфус шукав актора на роль Майкла. Інша мережа CBS прагнула оновити свій імідж і прагнула замінити більшу частину популярних на той час «сільських» програм (Mayberry RFD, The Beverly Hillbillies, Petticoat Junction та Green Acres) більш «міськими» сучасними серіалами і була зацікавлена в подібному проєкті. На цей час, Глісон вже не мав контракт із CBS (його власне шоу було серед тих, яке ліквідували), що дозволило Ліру запросити Керролла О'Коннора на провідну роль. CBS придбала права у ABC і перейменувала шоу на Усі в родині (A ll in the Family). Пілотний епізод, розроблений CBS, мав остаточний склад і став першим епізодом серіалу.
«Усі в родині» — це перший великий американський серіал, який зняли на відео перед студійною аудиторією. У 1960-х роках більшість ситкомів знімали у форматі однієї камери без аудиторії, а закадровий сміх імітував реакцію аудиторії. Лір використовував багатокамерний формат зйомки перед аудиторією, але використовував відекасети. Завдяки успіху «Усі в родині», відеозйомки ситкомів перед аудиторією стали звичним форматом для жанру протягом 1970-х років. Використання відеокасети також надало серіалу вигляду та відчуття раннього прямого телебачення, включаючи оригінальні прямі трансляції «Медових місяців», з якими іноді порівнюють «Усі в родині».
Для останнього сезону шоу практика записування перед аудиторією змінилася на відтворення вже записаного та відредагованого шоу для аудиторії та запис їх сміху для додавання до оригінальної звукової доріжки, а також озвучування під час кінцевих титрів було змінено від голосу Роба Стоуна до голосу Керролла О'Коннора (як правило, аудиторія збиралася на зйомку « Один день за раз» і бачила «Усі в родині» як бонус.). Протягом свого періоду Норман Лір пишався тим, що закадровий сміх ніколи не використовувався, тому сміх глядачів, почутий в епізодах, був щирим.

### Розташування подій серіалу
Місце розташування будинку Бункерів на вулиці Хаузер № 704 є фіктивним (вулиці Хаузер у Квінзі не існує). Адреса не подається так, як адреси даються в Квінсі: більшість адресних номерів переносяться у дефіси, ідентифікуючи номер найближчого перехрестя. Втім, багато епізодів показують, що Бункери живуть поблизу великої магістралі Північного бульвару, де знаходився бар Келсі, а згодом і місце Арчі Бункера.
Протягом усіх сезонів серіалу згадується багато справжніх закладів Квінзу. Керролл О'Коннор, корінний житель Квінзу з Форест-Гіллз, сказав в інтерв'ю Архіву американського телебачення, що запропонував сценаристам багато місць, щоб надати серіалу автентичності. Наприклад, Арчі, як кажуть, відвідував Флашинг-гімназію, справжню школу у Флашингу, штат Квінз (хоча в епізоді «Людина року», місце Арчі Бункера, Арчі відвідував середню школу Брайант у сусідньому Лонг-Айленді).

## Епізоди
| Сезон  | Епізоди | Епізоди | Оригінальний показ | Оригінальний показ | Rank | Rating |
| Сезон  | Епізоди | Епізоди | Перший показ       | Останній показ     | Rank | Rating |
| ------ | ------- | ------- | ------------------ | ------------------ | ---- | ------ |
| Pilots | 2       | 2       | 1968               | 1969               | Н/Д  | Н/Д    |
| 1      | 13      | 13      | 12 січня 1971      | 6 квітня 1971      | Н/Д  | Н/Д    |
| 2      | 24      | 24      | 18 вересня 1971    | 11 березня 1972    | 1    | 34.0   |
| 3      | 24      | 24      | 16 вересня 1972    | 24 березня 1973    | 1    | 33.3   |
| 4      | 24      | 24      | 15 вересня 1973    | 16 березня 1974    | 1    | 31.2   |
| 5      | 23      | 23      | 14 вересня 1974    | 8 березня 1975     | 1    | 30.2   |
| 6      | 24      | 24      | 8 вересня 1975     | 8 березня 1976     | 1    | 30.1   |
| 7      | 25      | 25      | 22 вересня 1976    | 12 березня 1977    | 12   | 22.9   |
| 8      | 24      | 24      | 2 жовтня 1977      | 19 березня 1978    | 4    | 24.4   |
| 9      | 24      | 24      | 24 вересня 1978    | 8 квітня 1979      | 9    | 24.9   |

1. ↑  Tied with 60 Minutes та Charlie's Angels
2. ↑  Tied with Taxi

## Рейтинги
"Усі в родині — одне з трьох телевізійних шоу («Шоу Косбі» та «Американський ідол»), які п'ять сезонів поспіль займали перше місце в рейтингах Нільсена. Шоу залишалося в топ-10 протягом семи з дев'яти сезонів.
| Сезон       | Час | Рейтинги Нільсена | Рейтинги Нільсена                          | Рейтинги Нільсена |
| Сезон       | Час | Ранг              | Рейтинг                                    | Домогосподарства  |
| ----------- | --- | ----------------- | ------------------------------------------ | ----------------- |
| 1 (1970–71) | Вівторок 9:30–10:00 на CBS                                                                                         | No. 34            | 18.9                                       | 11,358,900        |
| 2 (1971–72) | Субота 8:00–8:30 на CBS                                                                                            | No. 1             | 34.0                                       | 21,114,000        |
| 3 (1972–73) | Субота 8:00–8:30 на CBS                                                                                            | No. 1             | 33.3                                       | 21,578,400        |
| 4 (1973–74) | Субота 8:00–8:30 на CBS                                                                                            | No. 1             | 31.2                                       | 20,654,400        |
| 5 (1974–75) | Субота 8:00–8:30 на CBS                                                                                            | No. 1             | 30.2                                       | 20,687,000        |
| 6 (1975–76) | Понеділок 9:00–9:30 на CBS                                                                                         | No. 1             | 30.1                                       | 20,949,600        |
| 7 (1976–77) | Середа 9:00–9:30 на CBS (22 вересня — 27 жовтня 1976) Субота 9:00–9:30 на CBS (6 листопада 1976 — 12 березня 1977) | No. 12            | 22.9                                       | 16,304,800        |
| 8 (1977–78) | Неділя 9:00–9:30 на CBS                                                                                            | No. 4             | 24.4 (tied with 60 хвилин та Ангели Чарлі) | 17,787,600        |
| 9 (1978–79) | Неділя 9:00–9:30 на CBS (24 вересня — 1 жовтня 1978) Неділя 8:00–8:30 на CBS (8 жовтня 1978 — 8 квітня 1979)       | No. 9             | 24.9 (пов'язаний з Таксі)                  | 18,550,500        |

Фінал серіалу дивилися 40,2 мільйона глядачів.

## Серіал у культурі

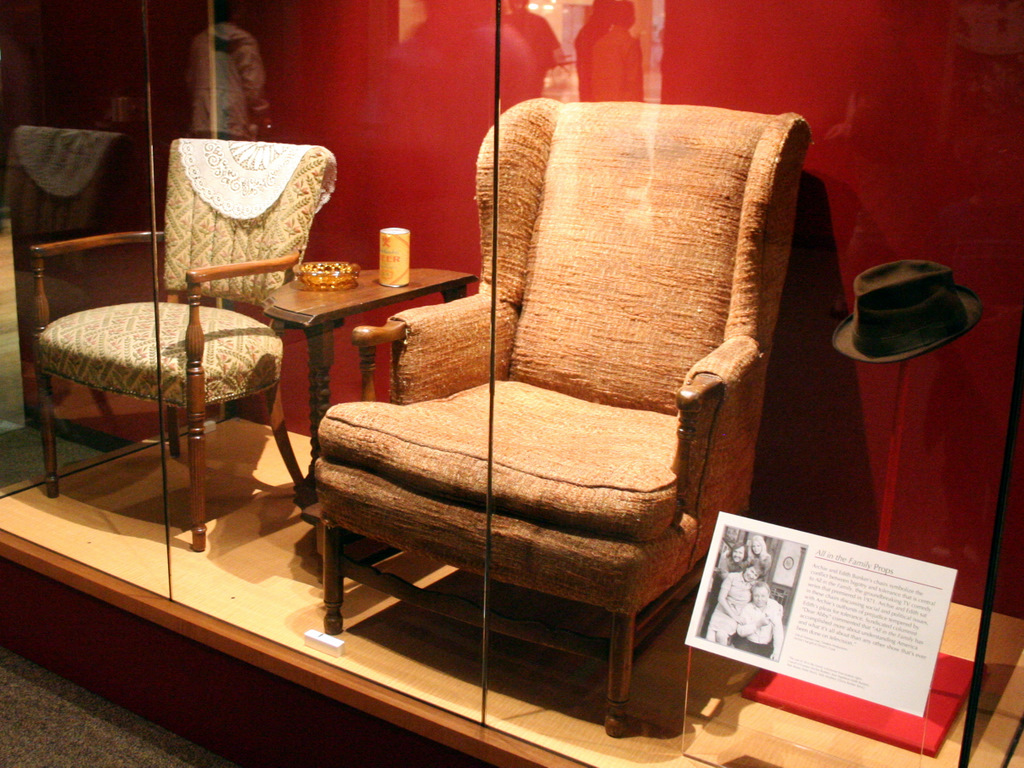
Стільці Арчі та Едіт Бункерів, виставлені у Смітсонівському національному музеї американської історії

Будучи однією з найбільш відомих і новаторських програм американського телебачення, серіал «Усі в родині» згадували або пародіювали у незліченних інших формах засобів масової інформації. До посилань на інші ситкоми належать «Шоу 70-х» та «Сімпсони».
Популярні футболки, ґудзики та наклейки на бамперах, що демонструють образ О'Коннора та просувають «Арчі Бункера для президента», з'явилися приблизно в період президентських виборів 1972 року. У 1998 році USPS відзначила «Усі в родині» 33-центною маркою.
Стільці Арчі та Едіт Бункер виставлені у Смітсонівському національному музеї американської історії. Оригінали були придбані сценографом шоу за кілька доларів у місцевому магазині благодійності Goodwill і передані Смітсоніану (для виставки в розділі історії американського телебачення) в 1978 році. Створення копій для заміни оригіналів коштувало виробникам тисяч доларів.
Тодішнього президента США Річарда Ніксона можна почути, обговорюючи шоу (зокрема, епізоди 1971 року «Написання президента» та «Судження книг за обкладинками») на одній із сумнозвісних стрічок Вотергейта.
Репер Редман згадував Арчі Бункера у кількох своїх піснях, зокрема про куріння великих сигар.

## Нагороди та номінації
«Усі в родині» — це перший із чотирьох ситкомів, в якому всі головні актори (О'Коннор, Стейплтон, Струтерс та Рейнер) одержали прайм-тайм премію «Еммі». Інші троє — «Золоті дівчата», « Вілл і Грейс» та « Шиттс-Крік»

### Премія «Спадщина»
У 2013 році Асоціація телевізійних критиків нагородила «Усі в родині» нагородою «Спадщина» за культурний та соціальний вплив на суспільство.